# École de Leipzig
L'École de Leipzig désigne un groupe de peintres allemands de tradition figurative dont la carrière s'est déroulée à l'époque de la République démocratique allemande. À l'écart de l'Europe occidentale, pour la plupart étudiants de la Hochschule für Grafik und Buchkunst Leipzig, ces artistes ont élaboré un art, qui, tout en étant influencé par le réalisme socialiste censé porter un regard critique sur le fascisme et le nazisme, vise indirectement le communisme qu'ils subissent. Pour contourner la censure, ils ont recours aux grands sujets historiques (Réforme, Guerre de Trente Ans...) et à l'allégorie. Souvent exposés dans les expositions quinquennales, ils sont représentés par le galeriste berlinois Gerd Harry Lybke.

## Les fondateurs
- Bernhard Heisig
- Hans Mayer-Foreyt
- Wolfgang Mattheuer
- Werner Tübke

## La Nouvelle école de Leipzig
Élèves des précédents, ils prolongent cette tradition figurative critique après la chute du mur de Berlin :
- Sighard Gill
- Ulrich Hachulla
- Neo Rauch
- Arno Rink

## Expositions
- Kunst in der DDR, Neue Nationalgalerie, Berlin, 2003.
- La Nouvelle peinture allemande, Carré d'art, Nîmes, 2005.